# Give It All
Give It All (укр. здаюся) — другий сингл американського панк-рок гурту Rise Against, випущений у 2004 році. Пісня також була помічена у іграх Need for Speed: Underground 2 та Flatout.

## Відеокліп
У 2004 було відзнято відеокліп до пісні (другий за порядком). На відео показано гурт, що грає у метро Chicago L разом із фанатами гурту. А також показано офісних працівників, які вночі займаються дивними справами. А саме, бігають та розклеюють стикери з написом у різних місцях міста. Також вони чіпляють стікер з написом I've spent my entire life trapped in a cage (укр. Я провів усе своє життя у клітці). І наприкінці відео вони знов вдягають офісну форму та йдуть на роботу. І один з працівників чіпляє стікер з написом I've spent my entire life trapped in a cage на двері ген-директора.